# Allianz Suisse Open Gstaad 2008
Allianz Suisse Open Gstaad 2008 — тенісний турнір, що проходив на ґрунтових кортах у місті Гштаад, Швейцарія з 7 липня . Належав до категорії International Series, був турніром серії Swiss Open Gstaad 2008 року.

## Фінальна частина

### Одиночний розряд
Віктор Генеску —  Ігор Андрєєв 6–3, 6–4

### Парний розряд
Ярослав Левинський /  Філіп Полашек —  Штефан Волі /  Стен Вавринка 3–6, 6–2, [11–9]